# Barbiturici

Struttura generica dei barbiturici

I barbiturici sono farmaci liposolubili, derivati dall'acido barbiturico, che agiscono sul sistema nervoso centrale e determinano effetti come la sedazione o l'anestesia. Inoltre possono agire come ansiolitici, ipnotici o anticonvulsivanti. Possono anche essere usati come analgesici con effetti in questo caso piuttosto deboli. I barbiturici possono provocare dipendenza, sia fisica sia psicologica. Sono stati ampiamente sostituiti dalle benzodiazepine in campo medico nel trattamento di ansia e insonnia, soprattutto perché queste ultime sono meno pericolose in caso di sovradosaggio. Tuttavia i barbiturici sono ancora oggi utilizzati in anestesia generale, per l'epilessia, per il trattamento di emicrania acuta e (dove legale) per il suicidio assistito e l'eutanasia.

## Storia
Il 4 dicembre 1863 Adolf von Baeyer sintetizzò l'acido barbiturico a partire dall'urea e dall'acido malonico. Il nome si deve alla santa festeggiata in quel giorno e alla donna di von Baeyer, che pure si chiamava Barbara, più il suffisso che ricordava la derivazione dall'urea. Nel 1903 Emil Hermann Fischer e Joseph von Mering prepararono il barbital, il primo vero e proprio barbiturico, che fu commercializzato con il nome di veronal. Nel 1912 fu introdotto nel mercato un nuovo barbiturico ad attività sedativo-ipnotico, il fenobarbital con il nome commerciale di luminal. Tra il 1950 e il 1960 fu dimostrato che i barbiturici causano dipendenza. Il fenobarbital, il secobarbital e l'amobarbital sono i barbiturici più commercializzati. Alcuni, come il fenobarbital, sono ampiamente usati come antiepilettici, altri sono caduti in disuso.

## Farmacologia
I barbiturici sono GABA-agonisti e interagiscono specificamente con la sottoclasse recettoriale GABA-A aumentando la conduttanza agli ioni cloruro Cl-. L'aumento del passaggio di questi anioni provoca un'iperpolarizzazione post-sinaptica che si traduce nella depressione dell'attività neuronale e nella comparsa di diversi sintomi tra i quali eccessiva sonnolenza diurna. Il GABA è il principale neurotrasmettitore inibitorio nel sistema nervoso centrale dei mammiferi, i barbiturici si legano al recettore GABAA, come le benzodiazepine, i barbiturici potenziano l'effetto del GABA su questo recettore, quindi sono modulatori allosterici positivi. Oltre all'effetto GABAergico, i barbiturici bloccano anche i recettori AMPA e kainato, sottotipi del recettore ionotropico del glutammato. Il glutammato è il principale neurotrasmettitore eccitatorio nel sistema nervoso centrale dei mammiferi. Nel loro insieme, l'effetto potenziante sui recettori GABAA e inibitore sui recettori AMPA eccitatori spiegano gli effetti deprimenti sul SNC superiori rispetto a benzodiazepine e chinazolinoni.

## Utilizzi clinici
A causa dei loro effetti collaterali e dell'esistenza di prodotti più moderni, la prescrizione di barbiturici è oggi limitata a pochi prodotti anticonvulsivanti o induttori dell'anestesia generale e come anestetico in ambito veterinario. 
Anche i prodotti correlati come il tiopentale e il primidone sono considerati barbiturici.
Oltre al barbital, capostipite della famiglia dei barbiturici, le molecole utilizzate più diffuse sono:
- Amobarbital
- Butalbital
- Fenobarbital
- Pentobarbital
- Secobarbital
- Tiopentale

Molti altri composti hanno sperimentato una certa diffusione, in misura minore o in modo specifico per certi paesi:
- Alfenale
- Allobarbital
- Aprobarbital
- Butabarbital
- Butobarbital
- Esobarbital
- Mefobarbital
- Primidone
- Talbutal
- Tiamilal
- Tiobarbital
- Vinilbital

I barbiturici come il fenobarbital sono stati usati a lungo come ansiolitici e ipnotici. I barbiturici ad azione intermedia riducono il tempo necessario per addormentarsi, aumentano la durata totale del sonno e riducono la durata del sonno REM. Oggi sono stati in gran parte sostituiti dalle benzodiazepine perché sono meno tossiche in caso di sovradosaggio. I barbiturici sono ancora usati come anticonvulsivanti (ad es. fenobarbital e primidone) per il trattamento di alcune forme di epilessia, comprendenti le crisi parziali e le crisi tonico-cloniche generalizzate, e come anestetici generali (ad es. tiopental sodico).
I barbiturici sono anche usati, a volte in combinazione con un miorilassante, per praticare l'eutanasia e per la pena capitale per iniezione letale. 
I barbiturici sono spesso impiegati per l'eutanasia nella medicina veterinaria.
I barbiturici possono danneggiare fegato e reni dopo un uso prolungato. Proprio per l'alto tasso di suicidi dovuto a essi (è sufficiente una dose dieci volte superiore a quella terapeutica), in alcuni paesi, come Francia e Belgio, sono stati banditi dal commercio, invece in Italia restano.
I barbiturici sono fra quei farmaci (insieme alle benzodiazepine e ai calcioantagonisti) che, se assunti accidentalmente o deliberatamente, riducono il metabolismo e il fabbisogno di ossigeno del cervello, aumentando le probabilità di sopravvivenza senza grave encefalopatia anossica (anche dopo prolungati tentativi di rianimazione cardiopolmonare).

### Il "siero della verità"
L'amobarbital sodico è un barbiturico ad azione intermedia che viene utilizzato per la sedazione e il trattamento dell'insonnia, ma è stato anche usato come siero della verità negli interrogatori. Si pensa che il farmaco riduca le inibizioni e rallenti il pensiero creativo, aumentando la probabilità che i soggetti vengano colti di sorpresa quando interrogati e aumentando la possibilità che il soggetto riveli delle informazioni. Mentire sarebbe in qualche modo più complesso rispetto al dire la verità, specialmente sotto l'influenza di un farmaco sedativo-ipnotico.
Oggigiorno questa pratica non è considerata legalmente ammissibile in tribunale, perché si è visto che i soggetti sottoposti a tali interrogatori possono formare falsi ricordi, mettendo in discussione l'affidabilità delle informazioni ottenute.

### Effetti collaterali
I barbiturici sono particolarmente dannosi per gli anziani e le donne in gravidanza. Gli anziani hanno minore capacità di eliminare i barbiturici dall'organismo. Di conseguenza, le persone di età superiore ai sessantacinque anni hanno maggiore probabilità di sperimentare gli effetti dannosi dei barbiturici, tra cui la dipendenza e il sovradosaggio accidentale. Quando i barbiturici vengono assunti durante la gravidanza, il farmaco passa al feto attraverso la placenta. Dopo la nascita, il bambino potrebbe manifestare sintomi di astinenza e avere difficoltà respiratorie. Inoltre, le madri che allattano e assumono barbiturici possono trasferire il farmaco ai bambini attraverso il latte materno.
Una rara reazione avversa ai barbiturici è la sindrome di Stevens-Johnson, che colpisce principalmente le mucose.

### Tolleranza e dipendenza
Utilizzando i barbiturici in maniera regolare si sviluppa la tolleranza ai loro effetti, anche se in alcuni casi può svilupparsi anche con una sola somministrazione. Come con tutti i farmaci GABAergici, l'astinenza da barbiturici produce effetti potenzialmente fatali come le convulsioni, che ricordano il delirium tremens e sindromi da astinenza. Il meccanismo diretto di agonismo del GABA rende la sospensione dei barbiturici più grave rispetto a quella dell'alcool o delle benzodiazepine. Analogamente alle benzodiazepine, i barbiturici ad azione lunga producono una sindrome da astinenza meno grave rispetto ai barbiturici ad azione breve e ad azione ultra breve. I sintomi da astinenza sono dose-dipendenti e i consumatori di dosi massicce sono più colpiti rispetto ai consumatori di basse dosi.
Il trattamento farmacologico dell'astinenza da barbiturici consiste spesso nella somministrazione di una benzodiazepina a lunga durata d'azione (diazepam), seguita da una riduzione graduale della dose del farmaco. La dipendenza psicologica per i barbiturici può durare mesi o anni. I pazienti non dovrebbero mai provare a interrompere i barbiturici senza consultare un medico, vista l'elevata letalità e la comparsa di effetti immediati a seguito della sospensione. Il tentativo di smettere immediatamente può provocare gravi danni neurologici, lesioni fisiche date dalle convulsioni e persino la morte per eccitotossicità glutamatergica.
In ambito ospedaliero lo sviluppo della tolleranza è ancora un problema, poiché possono verificarsi sintomi di astinenza pericolosi e spiacevoli quando il farmaco viene interrotto dopo lo sviluppo della dipendenza. La tolleranza agli effetti ansiolitici e sedativi dei barbiturici tende a svilupparsi più velocemente della tolleranza ai loro effetti sulla muscolatura liscia, sulla respirazione e sulla frequenza cardiaca, rendendoli inadatti per un uso psichiatrico a lungo termine. La tolleranza agli effetti anticonvulsivanti è correlata alla tolleranza agli effetti fisiologici, il che significa che sono ancora un'opzione praticabile per il trattamento dell'epilessia a lungo termine.

### Sovradosaggio e intossicazione
Alcuni sintomi del sovradosaggio sono rallentamento psicofisico, mancanza di coordinazione, difficoltà di pensiero, lentezza del linguaggio, perdita di giudizio, sonnolenza, respiro affannoso, e nei casi più gravi, coma o morte. Il dosaggio letale varia notevolmente con il tipo di farmaco, la tolleranza e da un individuo all'altro. In caso di sovradosaggio per l'assunzione con altri depressivi del SNC (come alcol, oppiacei, benzodiazepine) gli effetti sono più pericolosi, soprattutto per quanto riguarda la sommatoria degli effetti depressivi sul sistema respiratorio. I barbiturici ad azione più lunga hanno emivita di un giorno o più e comportano il bioaccumulo del farmaco nell'organismo, quindi il farmaco viene eliminato più lentamente, e può raggiungere concentrazioni tossiche nel sangue dopo somministrazioni ripetute (anche se assunto nella dose terapeutica prescritta). Gli utenti che consumano alcol o altri sedativi dopo che gli effetti del farmaco sono esauriti, ma prima che venga eliminato totalmente dall'organismo, sperimentano effetti collaterali dovuti anche agli altri sedativi, che possono essere invalidanti o addirittura fatali.

### Interazioni
I barbiturici inducono gli enzimi epatici del CYP,  portando a un aumento degli effetti di alcuni profarmaci che vengono attivati da questi enzimi e la diminuzione degli effetti di farmaci che vengono metabolizzati da questi enzimi in metaboliti inattivi. Ciò può causare overdose fatali da codeina e tramadolo, che diventano più potenti dopo essere stati metabolizzati dagli enzimi CYP.

### Confronto tra barbiturici e benzodiazepine

La pericolosità dei barbiturici (espressa in relazione al danno fisico e all'insorgenza del fenomeno della dipendenza) è nettamente superiore rispetto a quella delle benzodiazepine

Nella pratica clinica i barbiturici risultano avere una pericolosità superiore alle benzodiazepine, e ciò è riconducibile ai rispettivi meccanismi d'azione. Le benzodiazepine aumentano la frequenza di apertura dei recettori canali GABAA in modo GABA dipendente, i barbiturici invece aumentano il tempo di apertura e la permeabilità agli ioni Cl- interagendo direttamente sul canale anche in assenza di GABA. Per questa classe di farmaci quindi l'effetto controllo operato dalla naturale attività neuronale viene meno, ed è per questo che i barbiturici possono indurre effetti gravi come il coma a dosi relativamente vicine a quelle terapeutiche, mentre le dosi di benzodiazepine necessarie per avere effetti neurodepressivi seri sono molto lontane dalle dosi terapeutiche.
Le benzodiazepine presentano antagonisti recettoriali specifici, come il flumazenil (Anexate), i quali possono essere somministrati in casi di overdose. Non esistono invece antagonisti recettoriali per i barbiturici ed è per questo che la pericolosità di tali farmaci è maggiore. Tale caratteristica ha reso i barbiturici i principali farmaci d'abuso in casi di suicidio.
È tuttavia possibile trattare l'intossicazione da barbiturici tramite l'alcalinizzazione delle urine (ottenibile ad esempio somministrando NaHCO3), che consente una maggiore ionizzazione degli acidi deboli (tra cui i barbiturici), e di conseguenza una riduzione della loro permeazione dal lume tubulare al sangue favorendone quindi l'escrezione per via urinaria.
Nella classifica di pericolosità delle varie droghe stilata dalla rivista medica Lancet, i barbiturici occupano il terzo posto, mentre le benzodiazepine il settimo.

## Uso chimico/industriale
Nel 1988 furono pubblicati studi di sintesi e di legame riguardanti un recettore artificiale che legava i barbiturici mediante sei legami idrogeno.
A partire da questa ricerca sono stati progettati vari tipi di recettori, nonché di barbiturici e cianurati, per applicazioni nella chimica supramolecolare, nello studio dei materiali e per la realizzazione di dispositivi molecolari.
Il barbital sodico e il barbital sono usati anche come tamponi nella ricerca biologica, ad esempio nell'immunoelettroforesi.